# Cimitero monumentale di Messina

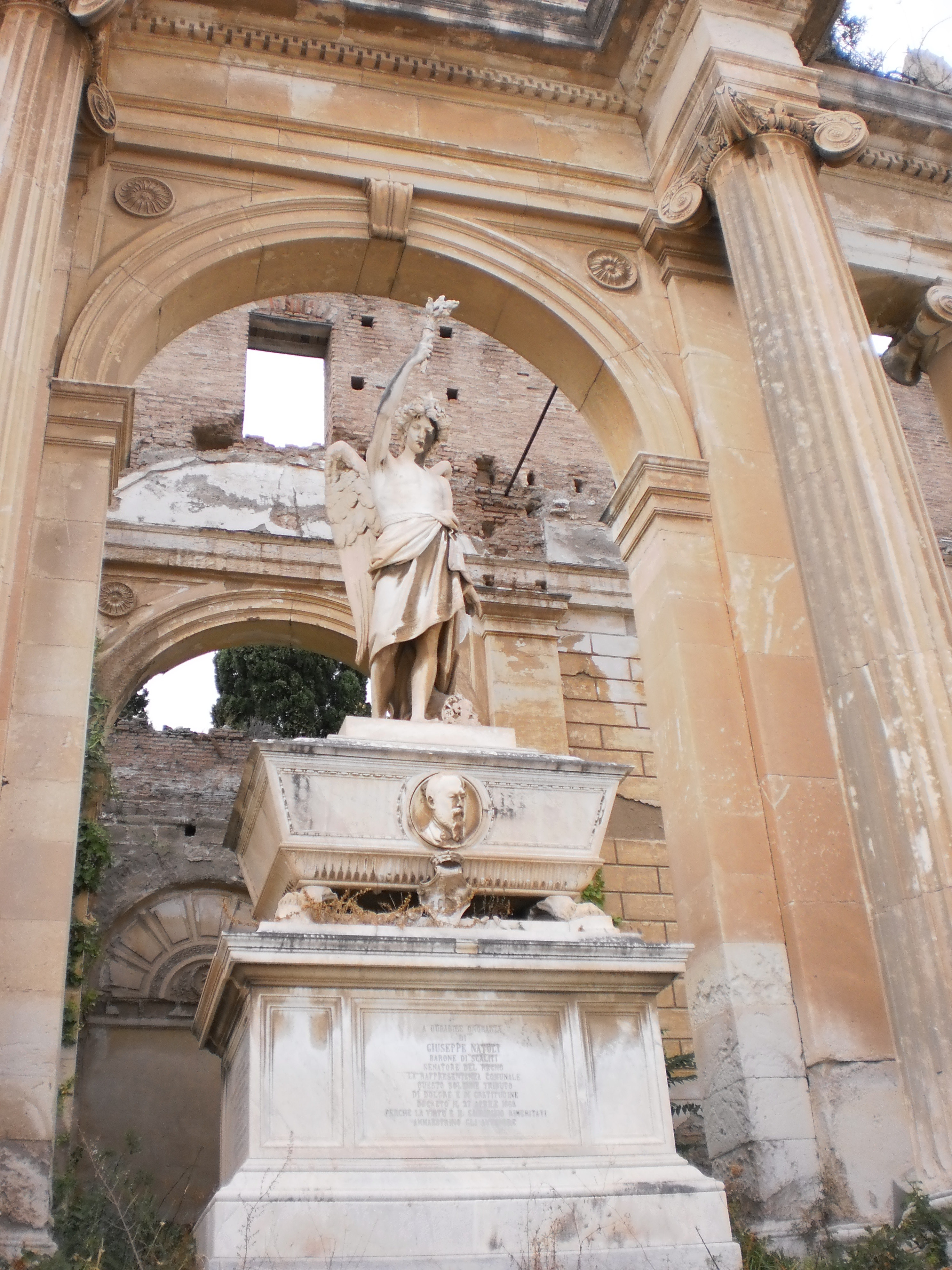
Monumento nel Famedio in memoria del Senatore Giuseppe Natoli

Il cimitero monumentale di Messina, detto anche gran camposanto, è uno dei più importanti cimiteri monumentali d'Europa ed è ricco di opere d'arte, come ad esempio il cimitero monumentale di Staglieno. Parte del gran camposanto è il cimitero inglese.
Sorge nei pressi della zona centrale della città, di fronte alla villa Dante sulla via Catania ma si estende per ben ventidue ettari.
Nel 2014 è entrato in funzione l'impianto di cremazione del cimitero.

## Storia
Nel 1854, nel periodo in cui una gravissima epidemia di colera flagellava Messina e altre parti della Sicilia, venne emanato il bando di concorso affinché si edificasse un camposanto per la città.
Il bando fu aperto a tutti i progettisti del Regno delle due Sicilie e vide vincitore l'architetto messinese Leone Savoja ma passarono ben sette anni prima che la giunta municipale deliberasse l'esecuzione dell'opera, anche se i lavori più importanti iniziarono nel 1865.
Per onorare il ricordo del ministro Giuseppe Natoli, che si spense a Messina il 25 settembre 1867, la città di Messina decretò l'erezione del monumento sepolcrale ad opera dello scultore Lio Gangeri a lui dedicato e la tumulazione nel famedio.
Inaugurato poi nel 1872, per l'occasione furono successivamente trasferiti da Torino nel famedio, luogo di sepoltura dei cittadini illustri, i resti di Giuseppe La Farina, politico, scrittore e massone messinese. Inoltre all'interno del cimitero sono presenti monumenti tombali dedicati alle vittime del terremoto del 1908.
L'unico sito cimiteriale in Sicilia ad essere preservato in quanto bene con vincolo architettonico, decretato nel 2002, «per l'eccezionale importanza architettonica, storico-artistica ed etnoantropologica sia per le soluzione monumentali che esso presenta sia in ragione delle espressioni artistiche, iconografiche e letterarie delle singole tombe» 
.

### Descrizione artistica
Al suo interno è presente la gran parte della statuaria e dell'architettura del neoclassicismo messinese.
L'architettura liberty, neogotica e neoclassica del cimitero è arricchita dalla presenza di una lussureggiante vegetazione e dai curatissimi giardini che inframezzano gli spazi sepolcrali. Il cimitero fu concepito sin dalle origini come un vero e proprio parco urbano e può essere definito "la galleria d'arte moderna e contemporanea all'aperto" della città di Messina. Sono tante, infatti, le presenze di artisti locali e non, sia dell'Ottocento che del Novecento, propugnatori in città delle varie correnti artistiche provenienti dal continente, in particolare dalla Francia (purismo, verismo, neobarocchismo, liberty, razionalismo).
Nella parte alta del cimitero è presente la chiesa di stile gotico chiamata "Cenobio", inizialmente residenza del cappellano del cimitero che rivestiva anche il titolo di direttore.

### Entrata principale
Dalla Porta Maggiore del Gran camposanto di Messina, si può notare un suggestivo effetto scenografico, rappresentato da un grande piazzale contornato da fiori posti con un ordine accurato che va a comporre un disegno che raffigura lo stemma della città di Messina con i colori simbolo della città, il giallo e rosso su campo bianco e, in alto, la dicitura Orate Pro Defunctis.

### Galleria monumentale
Lateralmente alla Porta Maggiore, si snodano i due viali che percorrono la galleria monumentale, che insieme al famedio ospita i sepolcri dei messinesi illustri. Il viale sinistro, che termina nei pressi del cimitero degli inglesi, ospita perlopiù le tombe di politici, patrioti e militari. Nel viale destro, oltre le tombe di letterati e giuristi, da menzionare sono le tombe di Giacomo Natoli, Tommaso Cannizzaro e Gaetano Martino.

### Cenobio
Il cenobio, realizzato in stile neogotico, si trova nella parte più alta del Gran camposanto e si raggiunge da un viale alberato su una spianata. All'interno ospita numerosi monumenti sepolcrali di ragguardevole valore artistico: al piano terra si trovano due stanze, la sagrestia e la chiesa. Al piano superiore si trova una grande salone ed una passerella con delle finestrelle che danno sulla chiesa e la scalinata. Conosciuto anche con i nomi di cappella gotica o conventino, la sua progettazione è attribuita a Giacomo Fiore (1808-1893).
Fino al 1908 la cappella fu adibita allo svolgimento di funzioni religiose, fu la sede degli uffici del Gran camposanto e ospitò l'alloggio del cappellano-direttore e del suo coadiutore. Il terremoto del 1908 provocò danni agli elementi decorativi senza comprometterne la struttura.
All'inizio degli anni trenta fu oggetto di un intervento di restauro, nel corso del quale fu anche notevolmente modificata la distribuzione interna. I lavori terminarono nel 1932 e nell'ottobre dello stesso anno fu inaugurato.
I riti religiosi continuarono ad esservi officiati fino agli anni ‘50 ma soltanto in occasione della commemorazione dei defunti e del terremoto. La spianata circostante ospita pregevoli monumenti sepolcrali, quasi tutti realizzati fra gli ultimi decenni dell'Ottocento e i primi anni del Novecento.

### Famedio
I lavori per la costruzione del famedio cominciarono nel 1865 su progetto di Leone Savoja. L'opera fu inaugurata il 27 marzo 1872 quando vi furono traslate le spoglie di Giuseppe La Farina da Torino, tumulate nella tomba scolpita da Gregorio Zappalà.
Il famedio è una sorta di mausoleo ed è attraversato da una galleria sotterranea che ricorda le catacombe usata per la tumulazione dei defunti. La facciata è caratterizzata da un elegante colonnato ma causa la prematura morte del Savoja, la parte monumentale più bella non fu costruita.
Ospita le tombe di uomini illustri come Felice Bisazza e Giuseppe Natoli, cui fu dedicata l'erezione del monumento sepolcrale (opera dello scultore Lio Gangeri) nel loggiato sovrastante.
Venne gravemente danneggiato dal terremoto di Messina del 1908 che provocò il crollo di parti del complesso e in particolare della copertura. Questa poi non fu più ricostruita.

### Sepolcri commemorativi
I principali monumenti commemorativi sono situati nei pressi della Porta Maggiore.
Caratteristico è il monumento che ricorda le vittime dell'esplosione del Forte Polveriera (Masotto) del 1888, situato proprio all'ingresso, è tra i più noti del Grancamposanto, mentre sulla collinetta alla Porta Maggiore è situato l'imponente monumento alla Guardia di Finanza realizzato da Vito Pardo, sul quale si vedono raffigurati corpi sotto le macerie ed una guardia in piedi.
Numerosi i monumenti che ricordano le vittime del terremoto del 1908. Sulla spianata alla fine della galleria monumentale vi sono numerose tombe delle vittime e intere famiglie riposano su una spianata circondata da numerose cappelle gentilizie.

### Cimitero degli inglesi di Messina
Il Cimitero degli inglesi di Messina è una parte storica importante del Gran camposanto.
Una lapide ricorda la visita effettuata, il 5 aprile 1925, dal re Giorgio V e dalla regina Mary, accompagnati dai Principi Giorgio e Maria Vittoria. Nel cimitero acattolico inglese non ci sono inumati soltanto cittadini inglesi ma anche cittadini di origine statunitense, svizzera, danese, svedese, norvegese, russa, greca e francese, molti dei quali nati e cresciuti a Messina.
Al cimitero inglese si possono ammirare i monumenti funerari di ricchissimi esponenti della Messina dell'Ottocento, tra i più importanti Federico Grill, banchiere molto popolare e amato dal popolo messinese, James Thomas Eaton, proprietario delle filande del villaggio di Gazzi, Giovanni Walser, banchiere e filantropo.
Altri monumenti riguardono esponenti delle famiglie Sanderson (titolari di una delle più importanti imprese del mondo per la lavorazione dei derivati agrumari), Ruegg, Aveline, Oates, Fischer e Falkenburg.
Nell'altra sezione acattolica, situati presso gli uffici cimiteriali, nella parte più a nord del Gran camposanto, sono presenti i monumenti al medico finlandese Giacomo Augusto Estlander ed al filologo Adolfo Cannizzaro Kubli, figlio di Tommaso Cannizzaro.
Nel corso degli anni si sono verificati numerosi casi di vandalismo ai danni delle tombe e di alcune strutture del Gran Camposanto.

## Autori delle opere artistiche
Gli artisti che maggiormente lavorarono per le opere del cimitero furono i messinesi Lio Gangeri e Giovanni Scarfì. Oltre a loro Gregorio Zappalà, Salvatore Buemi, Mario Rutelli (artista palermitano e bisnonno di Francesco Rutelli), Adolfo Romano, Mimì Maria Lazzaro (definito da Filippo Tommaso Marinetti il più grande scultore di Sicilia), Carmelo Cappello, Vito Pardo e Mario Lucerna.
Anche architetti come Giovan Battista Filippo Basile e Giuseppe Samonà lavorarono per le sue cappelle funerarie.

## Sepolture illustri
Al famedio:
- Giuseppe La Farina, patriota e politico;
- Felice Bisazza, poeta e letterato;
- Giuseppe Natoli, patriota, politico, e merchant banker;
- Giuseppe Seguenza, naturalista;
- Gregorio Zappalà, scultore
- Antonio Catara Lettieri, filosofo;
- Silvestro La Farina, patriota e politico
- Riccardo Mitchell, letterato e poeta;
- Patrizio Rizzotti, banchiere;
- Giacomo Natoli, politico e figlio di Giuseppe
- Domenico Berenato, Saggista e Intellettuale
- Cristoforo Beninato, Governatore del cimitero di Messina e parte della famiglia Berenato

Nella galleria monumentale:
- Gaetano Martino, politico e docente;
- Salvatore Pugliatti, giurista, letterato, rettore dell'Università di Messina;
- Ettore Castronovo, radiologo e scienziato;
- Francesco Faranda, penalista e politico;
- Francesco Lo Sardo e il figlio Ciccinuzzo, morto nel terremoto del 1908;
- Tommaso Cannizzaro, poeta, critico letterario e traduttore;
- Eduardo Giacomo Boner, poeta, scrittore e giornalista;
- Emanuele Pancaldo, medico, politico e deputato mazziniano;
- Giovanni Noè, politico fondatore, insieme a Francesco Lo Sardo, del primo circolo anarchico messinese intitolato ad Amilcare Cipriani;
- Stefano Ribera, poeta, patriota e giornalista;
- Antonio Fulci, giurista;
- Ludovico Fulci, giurista figlio di Antonio;

Altre sepolture illustri:
- Vann'Antò, poeta
- Michele Basile, patriota, scrittore e docente
- Salvatore Buscemi, giurista e politico;
- Silvestro Picardi, politico;
- Adolfo Celi, attore;
- Massimo Mollica, attore;
- Tano Cimarosa, attore; regista e sceneggiatore;
- Domenico Amoroso, vescovo di Trapani;
- Francesco Certo, vescovo di Sinope e amministratore apostolico della Prelatura di Santa Lucia del Mela
- Uberto Bonino, imprenditore e politico (insieme alla moglie Maria Sofia Pulejo);
- Carmelo Pugliatti, medico e accademico;
- Michele Falanga, poeta e pittore;
- Rosario Cacòpardo, avvocato e politico;
- Michele Crisafulli Mondìo, uomo politico;
- Michele Crisafulli Trimarchi, primo preside della Facoltà di Medicina dell'Ateneo messinese;
- Giacomo Macrì, giurista e politico italiano
- Giovanni Rappazzo, inventore italiano;
- Adolfo Romano, artista messinese;
- Letterio Savoja, ingegnere;
- Michelangelo Trimarchi, avvocato e politico;
- Vincenzo Michele Trimarchi, giurista e uomo politico;
- Giovanni Vollaro, militare e patriota
- Francesco Saya, criminalista e docente
- Litterio De Gregorio Alliata, senatore del regno dal 1861;
- Ernesto Cianciolo, politico e deputato;
- Michele Panebianco, pittore;
- Saro Zagari, architetto e scultore;
- Giovanni Scarfì, scultore e pittore;
- Suor Maria Alfonsa Bruno, Serva di Dio;
- Padre Giuseppe Marrazzo, Servo di Dio;
- Antonio Martino, economista, politico e figlio di Gaetano.

Numerose le cappelle gentilizie appartenenti a famiglie illustri della città di Messina. Molte di esse contengono le spoglie di esponenti di spicco della vita universitaria, commerciale, forense e politica della città, legate al panorama messinese dell'Ottocento e del Novecento.